# Penza
Penza (en rus Пенза) és una ciutat de Rússia, capital de l'óblast de Penza al districte federal del Volga. Està a la vora del riu Surà a 625 km al sud-est de Moscou. Té un aeroport.

## Història
Penza va ser fundada el 1663 com a lloc fronterer del sud de Rússia. La ciutat rep el nom del riu on originàriament va ser construïda. En un principi les cases eren de fusta i no tenia pla d'urbanització. A partir del segle xviii va esdevenir un important centre de comerç. Les primeres cases de pedra es van fer després del 1801.
El 1918, Lenin va enviar un telegrama als comunistes de la zona de Penza animant a la insurrecció i la revolució violenta.
Durant el comunisme soviètic Penza es va industrialitzar i entre 1959 i 1964 es va fer l'ordinador Ural.

## Clima
Té un clima continental amb temperatures mitjanes mensuals de -9,8 °C al gener i +19,2 °C al juliol. La pluviometria anual és de 563 litres amb el màxim de pluja a l'estiu.

## Fills il·lustres
- Nikolai Ilminski (1822–1891), lingüista i pedagog rus
- Vsévolod Meierhold (1874–1940), director teatral, actor i teòric rus
- Vsèvolod Pudovkin (1893–1953), director de cinema de la Unió Soviètica
- Aleksandr Samokutiàiev (1970), cosmonauta rus
- Iúlia Pakhàlina (1977), saltadora russa, guanyadora de cinc medalles olímpiques
- Dmitri Kókarev (1982), jugador d'escacs rus
- Natàlia Lavrova (1984–2010), gimnasta rítmica russa, guanyadora de dues medalles olímpiques